# Министарство за јавна улагања Републике Србије
Министарство за јавна улагања је једно од најмлађих министарстава у Србији. Основано је 2022. године. Министарство је пре тога функционисало као Канцеларија за управљање јавним улагањима.

## Надлежности
Министарство је по Закону о министарствима надлежно за:
- координацију реализације пројеката обнове и унапређења објеката јавне намене у надлежности Републике Србије, аутономне покрајине или јединице локалне самоуправе у смислу прикупљања података о постојећим и планираним пројектима и потребама обнове јавних објеката
- координацију поступака јавних набавки, извршења уговорних обавеза и плаћања
- стварање услова за приступ и реализацију пројеката који се финансирају из средстава претприступних фондова Европске уније, донација и других облика развојне помоћи из надлежности тог министарства
- друге послове одређене осталим законима